# Kompsomymar
Kompsomymar is een geslacht van vliesvleugeligen uit de familie Mymaridae. De wetenschappelijke naam van dit geslacht is voor het eerst geldig gepubliceerd in 2007 door Lin & Huber.

## Soorten
Het geslacht Kompsomymar is monotypisch en omvat slechts de volgende soort:
- Kompsomymar bicoloratum Lin & Huber, 2007